# Щедрик жовтобровий
Ще́дрик жовтолобий (Crithagra whytii) — вид горобцеподібних птахів родини в'юркових (Fringillidae). Мешкає в Східній Африці. Раніше вважався підвидом строкатого щедрика.

## Опис
Довжина птаха становить 15 см. Забарвлення переважно коричневе, обличчя темне. Над очима жовті "брови", горло і щоки жовті, махові пера і хвіст жовтуваті. Груди і живіт білуваті, поцятковані коричневими плямками. Дзьоб сірувато-чорний, біля основи світліший, лапи чорнувато-тілесного кольору, очі темно-карі.

## Поширення і екологія
Жовтоброві щедрики мешкають в районі озера Ньяса, в гірських районах південної Танзанії, на півночі Малаві та на крайньому сході Замбії. Вони живуть на уліссях вологих гірських тропічних лісів, на галявинах і в чагарникових заростях. Зустрічаються парами. Живляться переважно насінням, а також ягодами, пагонами і дрібними безхребетними.